# 木場弘子
木場 弘子（きば ひろこ、1964年 - ）は、日本のアナウンサー。
有限会社オフィスニックス取締役。東海旅客鉄道社外取締役。株式会社INPEX社外監査役。千葉大学客員教授。日本港湾協会理事。夫は、中日ドラゴンズ元監督の与田剛。

## 来歴・人物
1987年4月にTBSにアナウンサー23期生として入社。。『筑紫哲也 NEWS23』など多数のスポーツ番組を担当し、スポーツキャスターとして活躍。
1992年、当時中日ドラゴンズの与田剛投手（後に中日ドラゴンズ監督）と結婚。
1993年2月、結婚を機にTBSを退社しフリーアナウンサーへ転向。
2001年、母校の千葉大学教育学部で非常勤講師を務める。
2006年、千葉大学教育学部初の特命教授に任命される（2013年退任）。
2007年、内閣府「規制改革会議」委員に就任。農林水産省「食料の未来を描く戦略会議」委員に就任。
2008年、内閣官房「教育再生懇談会」メンバーに就任。資源エネルギー庁「総合エネルギー調査会 省エネ小委員会」に就任。
2009年、国土交通省「交通政策審議会陸上交通分科会鉄道部会中央新幹線小委員会」委員に就任。環境省「低炭素社会に向けた地球温暖化防止国民運動事業推進委員会」委員に就任。
2010年、文部科学省「今後の医学部入学定員の在り方等に関する検討会」委員に就任。
2011年、水産庁「水産政策審議会」委員に就任。
2013年、千葉大学客員教授に就任。
2014年、総務省「情報通信審議会」2020-ICT基盤政策特別部会委員に就任。
2015年、経済産業省「アスタナ国際博覧会基本計画策定委員会」委員に就任。文部科学省「東北地方における医学部設置に係る構想審査会」委員に就任。海上保安庁「海上保安庁政策アドバイザー」、「船舶交通安全部会」副部会長に就任。 
2016年、経済産業省「産業構造審議会 地球環境小委員会自動車・自動車部品・自動車車体WG」委員に就任。
2017年、厚生労働省「医道審議会　医道分科会」委員に就任。環境省「国民運動「COOL CHOICE」周知・拡大のための企業連携推進等事業委託業務」委員に就任。国土交通省「国土審議会 豪雪地帯対策分科会」委員に就任。
2019年、文部科学省「中央教育審議会」委員に就任。国土交通省「国土審議会 水資源分科会」委員に就任。
2019年、国際石油開発帝石（現・株式会社INPEX）の社外監査役に就任。
2021年、国土交通省 「国土審議会 計画部会」委員に就任。北九州市「北九州港長期構想検討委員会」委員に就任。
2022年、東海旅客鉄道取締役に就任 (同社初の女性取締役) 。
2022年、内閣官房「企業の健全な水循環の取組に関する有識者会議」委員に就任。
2023年、株式会社INPEXの社外監査役再任。
2024年、経済産業省「産業構造審議会 保安・消費生活用品安全分科会 化学物質政策小委員会」
　　　　　北九州市「北九州市地方港湾審議会」

## 出演番組

### TBS
| 期間               | 期間               | 番組名                       | 役職                         |
| ------------------ | ------------------ | ---------------------------- | ---------------------------- |
| 1987年出演時期不明 | 1987年出演時期不明 | JNNおはようニュース&スポーツ | ニュース兼天気予報キャスター |
| 1987年10月         | 1989年9月          | JNNニュースコープ            | 週末スポーツキャスター       |
| 1988年10月         | 1990年9月          | JNNスポーツチャンネル        | 週末進行キャスター           |
| 1990年10月         | 1991年9月          | JNNスポーツ&ニュース         | スポーツパートキャスター     |
| 1992年4月          | 1992年9月          | 筑紫哲也 NEWS23              | スポーツコーナー             |

### フリー
報道・情報番組
| 期間         | 期間          | 番組名                              | 役職                       |
| ------------ | ------------- | ----------------------------------- | -------------------------- |
| 1997年4月    | 1997年9月     | わいわいティータイム（TBS）         | レギュラー出演             |
| 2000年7月5日 | 2004年3月24日 | 2時ドキッ!（関西テレビ）            | 水曜日メインパーソナリティ |
| 2003年4月    | 2006年3月     | ニュースな日曜日（CBCテレビ）       | メインキャスター           |
| 2007年4月    | 2011年3月     | スーパーモーニング（テレビ朝日）    | 金曜日コメンテーター       |
| 2007年       | 2021年2月13日 | ウェークアップ!ぷらす（読売テレビ） | 不定期でのコメンテーター   |

ラジオ番組・その他
- ガンバレ!社長さん
- 荒川強啓 デイ・キャッチ!（2008年4月 - 2009年3月、TBSラジオ）火曜日レギュラー

## ビブリオグラフィ

### 著書
- 子連れキャスター走る!（2003年、中央公論新社）

### 雑誌連載
- 週刊新潮　『エネルギー新時代　キャスター木場弘子の眼』

### 雑誌記事
- 木場弘子「情報で豊かに開く新時代<特集> 運輸情報システムを訪ねて--新幹線運行管理システム(コムトラック)」『トランスポート』第39巻第10号、運輸振興協会、1989年10月、14-20頁、ISSN 1342-520X。
- 「夫婦の階段(278)--与田剛(プロ野球選手)木場弘子(キャスター)」『週刊朝日』第104巻第13号、朝日新聞出版、1999年3月26日、106-109頁。
- 木場弘子「星野・中日監督インタビュー 「浮気がばれても支えてくれた」亡き愛妻と胴上げを」『サンデー毎日』第78巻第47号、毎日新聞社、1999年10月31日、26-28頁、ISSN 0039-5234。
- 田村亮子、木場弘子「ミレニアムスクープ!!!YAWARAちゃん田村亮子(24)が宣言「シドニーで金をとってお嫁に行きたい」」『サンデー毎日』第79巻第3号、毎日新聞社、2000年1月23日、186-189頁、ISSN 0039-5234。
- 木場弘子「核心インタビュー 木場弘子--イチロー夫人に助言「中傷に負けないで」」『現代』第34巻第2号、講談社、2000年2月、146-147頁。
- 有森裕子、木場弘子「有森裕子さん「『大阪』は正直、勝算なかった」」『サンデー毎日』第79巻第8号、毎日新聞社、2000年2月20日、156-158頁、ISSN 0039-5234。
- 木場弘子「特集 「夫婦の危機」をどう乗りきるか 二人で夢見る再起のストレート あのマウンドで、もう一球」『婦人公論』第85巻第12号、中央公論新社、2000年7月7日、32-35頁。
- 木場弘子、美輪明宏「木場弘子元気の出るインタビュー 美輪明宏「でも、これからいい時代になるわよ」」『サンデー毎日』第79巻第58号、毎日新聞社、2000年2月20日、156-159頁、ISSN 0039-5234。
- 木場弘子「随想 孤独な母親たち」『更生保護』第53巻第5号、法務省保護局、2002年5月、2-5頁、ISSN 1343-5078。
- 木場 弘子「教育の回廊 キャスター・インタビュアーで得たもの」、『初等教育資料』（801）、文部科学省教育課程課・幼児教育課、ISSN 0446-5318 pp. 38-41